# 日下武史
日下 武史（くさか たけし、1931年〈昭和6年〉2月24日 - 2017年〈平成29年〉5月15日）は、日本の俳優、声優である。本名は日下 孟。東京都豊島区出身。劇団四季の創設者のひとり。
身長168cm。体重60kg。愛称は「ギョブツ」。

## 来歴
2年遅れで慶應義塾普通部に入学、老け顔だったため「御仏」（ぎょぶつ）とあだ名された。慶應義塾高等学校在学中に浅利慶太と出会い、当時同校の英語教師だった劇作家の加藤道夫に師事したことが機縁となって演劇の道を志す。実際の演劇活動は慶應義塾大学文学部仏文科在学中からである。1953年、経済的理由もあって慶應大学を2年で中退し、同じ仏文科の浅利慶太、水島弘、藤野節子、井関一らと劇団四季を結成する。旗揚げ公演は、翌1954年1月のジャン・アヌイ作『アルデールまたは聖女』である。これ以後、劇団四季の主要メンバーとして第一線で活躍した。
舞台を中心に映画出演などでもバイプレイヤーとして活躍、とりわけ声優、ナレーターとしても知られた。1961年NET（現在のテレビ朝日）系で放映された『アンタッチャブル』では、ロバート・スタック演ずるエリオット・ネスを演じた。以後、洋画、ナレーションで活躍し、1986年テレビ朝日系『日曜洋画劇場』で放映された『アマデウス』では、F・マーリー・エイブラハム演ずるアントニオ・サリエリの声をあて、トム・ハルス演ずるモーツァルトをあてた三ツ矢雄二と極めて巧妙かつ丁々発止のやり取りを演じ日下が持つ深みある声の演技を披露した。
名古屋で舞台公演中倒れるが、その後療養し、2003年には13年ぶりに『ひかりごけ』の舞台に立った。
私生活では2009年に前妻が死去したが、2010年末に同劇団所属の女優の木村不時子と再婚した。
2017年5月15日、静養先のスペインで誤嚥性肺炎のため死去。86歳没。

## 人物
前述のように声優としての経験も豊富であり、当初声の仕事を軽く見ていた野沢那智は日下の『アンタッチャブル』の吹替を見て「上手いなぁ 凄い仕事だなぁ」と唖然とし、後に劇団の借金返済のために声の仕事を始めることになるが日下の吹替を見ていなかったら声優の仕事はやらなかったかもしれないと後年のインタビューで語っている。
声優の羽佐間道夫も『アンタッチャブル』で共演した日下の演技を激賞している。

## 後任
日下の死後、その持ち役を引き継いだ人物は以下の通り。
| 後任       | 役名                   | 概要作品             | 代役・後任の初担当作品                                      |
| ---------- | ---------------------- | -------------------- | ----------------------------------------------------------- |
| 佐々木省三 | クロード・フロロー判事 | 『ノートルダムの鐘』 | 『キングダム ハーツ 3D ［ドリーム ドロップ ディスタンス］』 |
| 水野龍司   | アントニオ・サリエリ   | 『アマデウス』       | ディレクターズ・カット版の追加部分                          |

## 出演作品（俳優）

### テレビドラマ
- 正塚の婆さん（1963年、TBS）
- 美しい星（1964年、東京12チャンネル）
- 真田幸村（1966年、TBS） - 霧隠才蔵
- 日曜劇場「わかれ」（1967年、北海道放送） 芸術祭奨励賞受賞作品
- 大河ドラマ（NHK総合）
  - 天と地と（1969年） - 三条西大納言
  - 樅ノ木は残った（1970年） - 柿崎六郎兵衛
  - 新・平家物語（1972年） - 金売吉次
  - 獅子の時代（1980年） - 住田
  - 山河燃ゆ（1984年） - 鮫島
- 三十六人の乗客（1969年、NHK総合）
- 赤ひげ（1972年、NHK総合）
- 眠狂四郎 第17話「岡っ引どぶが来た」（1973年、関西テレビ・東映）
- プレイガール 第47話「死骸にかたくくちづけを」（東京12チャンネル） - 早川信太郎
- 大江戸捜査網（東京12チャンネル） - ナレーション
- 追跡（1973年、関西テレビ）
- 銀河テレビ小説（NHK総合）
  - 自我の構図（1974年） - 藤島壮吉
  - 幻のぶどう園（1976年） - カスター将軍
  - お入学（1987年） - 田村修造
- 幡随院長兵衛 第19話「怪談・鬼火ヶ淵」（1974年、MBS） - 道庵
- 土曜ドラマ（NHK総合）
  - 松本清張シリーズ・中央流沙（1975年） - 藤村事務官
  - 兄とその妹（1978年） - 荒川支配人
  - 風になれ鳥になれ（1998年） - 神崎
- 大岡越前 第4部 第24話「姿なき怪盗」（1975年3月17日、TBS / C.A.L） - 多羅尾孫四郎
- 太陽にほえろ! 第186話「復讐」（1976年、NTV / 東宝） - 早坂和男
- 必殺からくり人・血風編 第3話「怒りが火を吹く紅い銃口」（1976年） - 伊勢屋長兵衛
- 水戸黄門（TBS / C.A.L）
  - 第7部 第4話「御用船大爆破!! -石巻-」（1976年6月14日） - 小沼将監
  - 第27部 第29話「不良娘が流した涙-行田-」（1999年10月11日） - 清五
- 連続テレビ小説（NHK総合）
  - マー姉ちゃん（1979年）- 塚田
  - すずらん（1999年）- 高橋 影虎
- 弁護士かあさん（1979年、TBS）
- 旅がらす事件帖（1980年、関西テレビ） - ナレーター
- ポーラテレビ小説「愛をひとつまみ」（1981年 - 1982年、TBS） - 矢島尚三
- 立花登 青春手控え 第13話「贈り物」（1982年7月7日、NHK総合） - 作十
- 大奥（1983年、関西テレビ） - 隆光
- 火曜サスペンス劇場「空白の実験室」（1986年5月、日本テレビ / 東映）
- 新春仕事人スペシャル 必殺忠臣蔵（1987年、朝日放送） - 吉良上野介
- 鬼平犯科帳 第1シリーズ 第4話「血頭の丹兵衛」（1989年、フジテレビ / 松竹） - 血頭の丹兵衛
- 風雲!真田幸村（1989年、テレビ東京 / 東映） - 真田昌幸
- 土曜ワイド劇場 「妖しい稲妻の美女」（1990年、テレビ朝日） - 奥田源造（オクダ大魔術団）
- びいどろで候〜長崎屋夢日記（1990年、NHK総合） - 滝沢馬琴
- 腕におぼえあり（1992年、NHK総合） - 間宮作左衛門
- 剣客商売 第2シリーズ 第9話「隠れ簑」（2000年、フジテレビ / 松竹） - 老武士

### 映画
- トップ屋を殺せ（1960年）
- 暗殺（1964年）
- とべない沈黙（1966年）
- 炎と女（1967年）
- 化石の森（1973年） - 塩見雄二 役
- 不毛地帯（1976年）
- 天保水滸伝（1976年）
- 南極物語（1983年）
- ときめきに死す（1984年）
- 極道渡世の素敵な面々（1988年）
- 神々の履歴書（1988年） - ナレーション
- 226（1989年） - 荒木貞夫 役
- 帝都大戦（1989年） - 近衛文麿 役
- 天河伝説殺人事件（1991年）
- シャイなあんちくしょう（1991年）
- 満月 MR.MOONLIGHT（1991年）
- 青春デンデケデケデケ（1992年）
- まあだだよ（1993年） - 小林医師 役
- 帰って来た木枯し紋次郎（1993年）
- 新サラリーマン専科（1997年）
- 火星のわが家（2000年）

### 舞台
- アルデールまたは聖女
- アンチゴーヌ
- トロイ戦争は起こらないだろう
- オルフェとユリディス
- ひばり
- 解ってたまるか！
- この生命は誰のもの？
- エクウス
- ヴェニスの商人
- 桜の園
- スルース
- ひかりごけ
- ユリディス
- オンディーヌ
- ハムレット
- 思い出を売る男
- 鹿鳴館
- 赤毛のアン
- 美女と野獣

### CM
- バファリン

## 出演作品（声の出演）
※太字は、主役・メインキャラクター。

### 吹き替え

#### 担当俳優
リチャード・ハリス
- ダンディー少佐（1976年、タイリーン）※フジテレビ版
- カサンドラ・クロス（1979年、ジョナサン・チェンバレン医師）※日本テレビ版
- 殺し屋ハリー/華麗なる挑戦（1980年、ハリー・クラウン）※テレビ朝日版

#### 映画
出演時期不明
- 愛の交響楽（ピッキンズ〈ホーギー・カーマイケル〉）※NHK版
- 来るべき世界（ジョン・ケーベル〈レイモンド・マッセイ〉）

1962年
- 鷲と鷹（フィット〈デニス・オキーフ〉）※日本テレビ版

1963年
- ジャングル・ブック（バルデオ〈ジョセフ・カレイア〉）※フジテレビ版
- 七人の脱走兵（牧師2）※日本テレビ版

1970年
- ハムレット（ハムレット〈インノケンティ・スモクトゥノフスキー〉）※NET版

1974年
- 大酋長（ロバート・パリシュ〈デイル・ロバートソン〉）※TBS版
- 怪奇!戦慄の怪人/オカルトショック（ノーリス〈ロイ・シネス〉）※NET版

1975年
- パリの大泥棒（ジョルジュ・ランダル〈ジャン＝ポール・ベルモンド〉）※NET版

1976年
- 戦場にかける橋（軍医クリプトン〈ジェームズ・ドナルド〉）※フジテレビ版
- 大いなる勇者（ジェレマイア・ジョンソン〈ロバート・レッドフォード〉）※NET版

1981年
- レ・ミゼラブル（ジャベール警部〈アンソニー・パーキンス〉）※NHK版 

1985年
- マクベス（マクベス〈ニコール・ウィリアムソン〉）※NHK版

1986年
- アマデウス（アントニオ・サリエリ〈F・マーリー・エイブラハム〉）※テレビ朝日版

2001年
- アヴァロン（ゲームマスター〈ヴァディスワフ・コヴァルスキ〉）

2003年
- ハンニバル（ハンニバル・レクター〈アンソニー・ホプキンス〉）※テレビ朝日版

#### ドラマ
- おとぎの国「魔法のさかなの骨」(ワトキンス王〈バリー・ジョーンズ〉）
- ひとすじの道(Cavalcade of America "The Secret Life of Joe Swedie") 「ジョーおじさんとの約束」（ジョー〈チック・チャンドラー〉）
- アンタッチャブル（1961年 - 1962年、エリオット・ネス〈ロバート・スタック〉）※NET版
- 奥様！事件です（英語版）　(1964年、キース〈キース・アンデス（英語版）〉) ※フジテレビ版
- 逃亡者 #36（1964年、保安官モーガン・ファロン〈ポール・カー〉）
- 刑事コロンボ（1975年）※NHK版[11]
  - 第26話 『自縛の紐』（マイロ・ジャナス〈ロバート・コンラッド〉）
- 警察署長（1985年、フォクシー・ファンダーバーク〈キース・キャラダイン〉）※NHK版[12]

#### アニメ
- ノートルダムの鐘（1996年、クロード・フロロー〈トニー・ジェイ〉）

### ドキュメンタリー
- NHK特集「井伏鱒二の世界〜“荻窪風土記”から〜」（1983年10月14日、NHK総合） - 朗読[13]
- NHK特集「21世紀は警告する」（1984年-1985年、NHK総合） - ホロン博士[14]

### ラジオドラマ
- あいつ（モノローグ、矢作俊彦原作、FM東京）
- MANHATTAN OP（モノローグ、矢作俊彦原作、FM東京）
- 西行花伝（辻邦生原作、NHK-FM放送） - 西住

### テレビアニメ
- 鉄人28号 （フジテレビ）

### 劇場アニメ
- ジャックと豆の木 (1974年の映画)｜ジャックと豆の木（1974年） - 紙の司祭
- ゴキブリたちの黄昏（1987年） - アロイス
- ストリートファイターII MOVIE（1994年） - ベガ

### OVA
- 銀河英雄伝説（1991年） - 資料の声

### 記録映画
- 太陽の糸（1963年）企画：東洋レーヨン　制作：東京シネマ - 解説

## 受賞・受章歴
- 芸術祭賞奨励賞（1965年）
- 紀伊國屋演劇賞（1977年）
- 芸術選奨文部大臣賞（1991年）
- 紫綬褒章（1996年）
- 勲四等旭日小綬章（2002年）